# Canal 3 (Colonia)
Canal 3 Colonia es un canal de televisión abierta uruguaya de la ciudad de Colonia. Su programación es generalista y es operado por el Grupo Monte Carlo.

## Historia
A mediados de la década de 1960 y hasta la década de 1970, comenzaron las concesiones de ondas para la explotación de la televisión del interior del país, período en el que fueron característicos los cambios de titulares de las ondas, y los propietarios de los canales privados de la ciudad de Montevideo fueron incorporando a su ámbito de explotación varios canales del interior.
Canal 3, es fundado el 22 de octubre de 1971, - año en el que también comenzó a emitir - por María Dolores González.  
El 3 de enero de 1985 el canal es adquirido por la familia Romay y comienza a ser operado por el Grupo Monte Carlo. 
Su planta transmisora, la cual desde sus inicios estaba ubicada en el Centro de Colonia se trasladó a un campo ubicado en las proximidades de la Plaza de Toros del Real de San Carlos, con un aumento de potencia hasta 100 kW PER y 208 metros de torre.
Se inició así una fase de centralización del capital vinculado a televisión que alcanzaría su máximo nivel, con la constitución en 1981 de la Red Uruguaya de Televisión S.A. y la subordinación de los grandes de la totalidad de los canales televisivos abiertos del país, una nueva fase en el desarrollo sobrevino con la introducción de la televisión para abonados en el país a partir de 1993.
En febrero de 1994, el canal nuevamente traslado su sede, esta vez hacia el norte de la ciudad capital del departamento, su potencia aumentó y comenzó a ser visto en toda la zona de Buenos Aires y alrededores, pero no consiguió llamar la atención del público argentino ya que compartía mucha programación con el viejo Canal 11 de Buenos Aires.
El 15 de abril de 2015, comienza a transmitir dentro del sistema de televisión digital terrestre uruguayo (TDT) en el canal 28 de UHF.

## Programación
Su programación inicial siempre estuvo basada en repetir lo que generaba la Red Uruguaya de Televisión, pero solía contar con un informativo propio, en horario central, conducido Martín Cabrera y retransmitido en simultáneo con Canal 8 de Rosario, canal perteneciente al mismo grupo operador. 
A partir de 1994 hacia adelante se quiso diferenciar potenciando su salida en abierto y con una programación distinta a través de lo que genera Canal 4 de Montevideo -señal principal del Grupo Monte Carlo, que incluye además a Canal 11 de Punta del Este y Canal 12 de Fray Bentos-, por lo que dejó de ser parte de La Red. Comenzó a transmitir desde las 7:00 hasta la 0:30 ininterrumpidamente e incrementó su potencia de llegada, y hasta llegó a anunciar su nueva programación en páginas de la Revista Gente de Argentina, buscando ser una opción más al otro lado del Río de la Plata.
Pero la buena noticia duró poco: ya que enseguida comenzó a repetir programas de Telefe, a pesar de estar en zona de cobertura del canal de la Argentina.

## Premios
El canal recibió distinción de la Asociación Argentina Luchemos por la Vida en 1996 y 2002 por mostrar voluntariamente sus spots de educación vial.